# Pohledy
Pohledy (en allemand : Pohler) est une commune du district de Svitavy, dans la région de Pardubice, en République tchèque. Sa population s'élevait à 303 habitants en 2024.

## Géographie
Pohledy se trouve à 10 km au sud-est de Svitavy, à 68 km au sud-est de Pardubice et à 159 km à l'est-sud-est de Prague.
La commune est limitée par Sklené à l'ouest et au nord-ouest, par Moravská Třebová au nord-est, par Dlouhá Loučka, Křenov et Janůvky à l'est, par Rudná au sud-est et par Březová nad Svitavou au sud-ouest.

## Administration
La commune se compose de deux sections :
- Horní Hynčina
- Pohledy

## Histoire
La première mention écrite du village date de 1395.

## Galerie

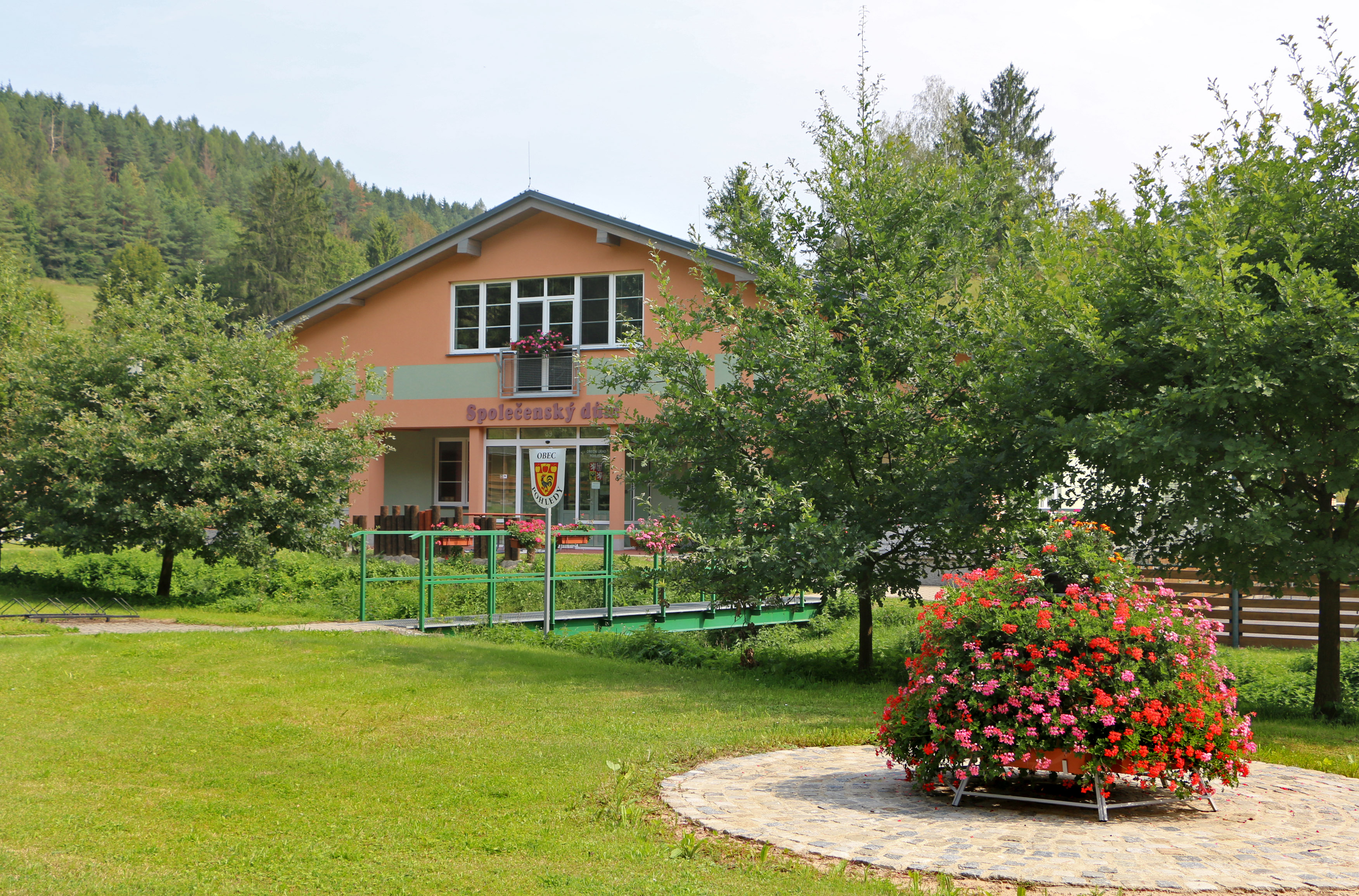
Pohledy : la mairie.
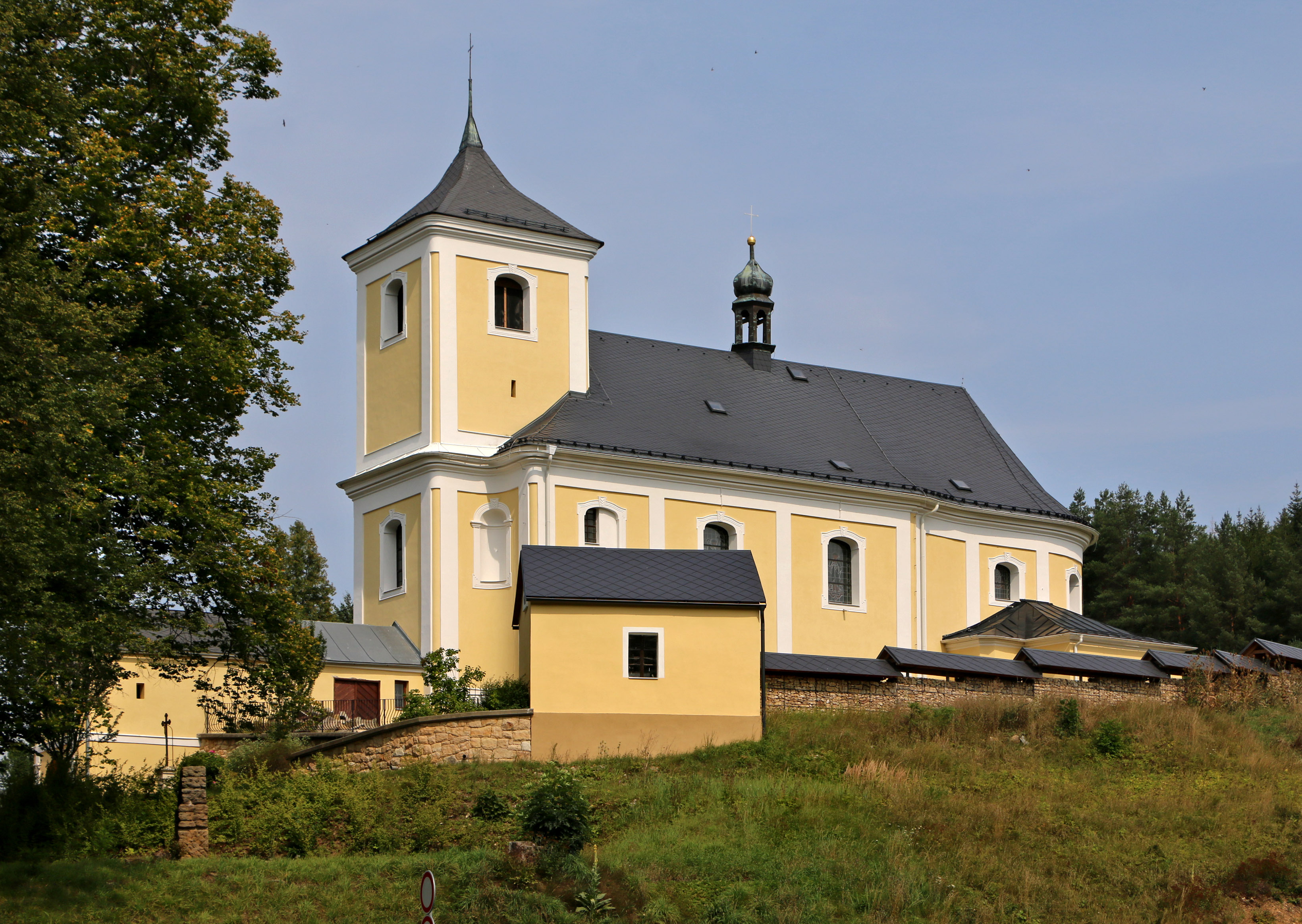
Église de Horní Hynčina.

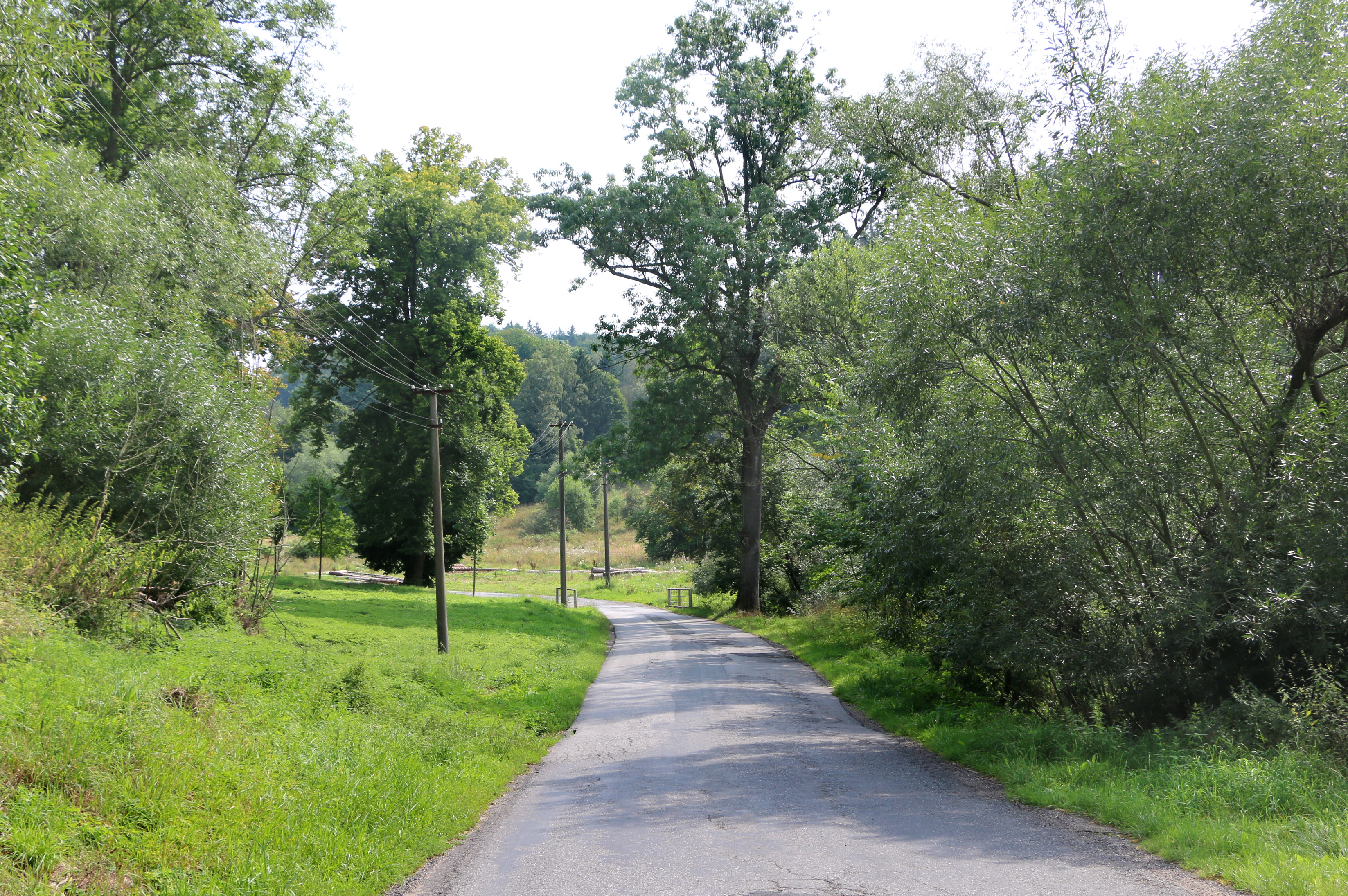
Route no 366.
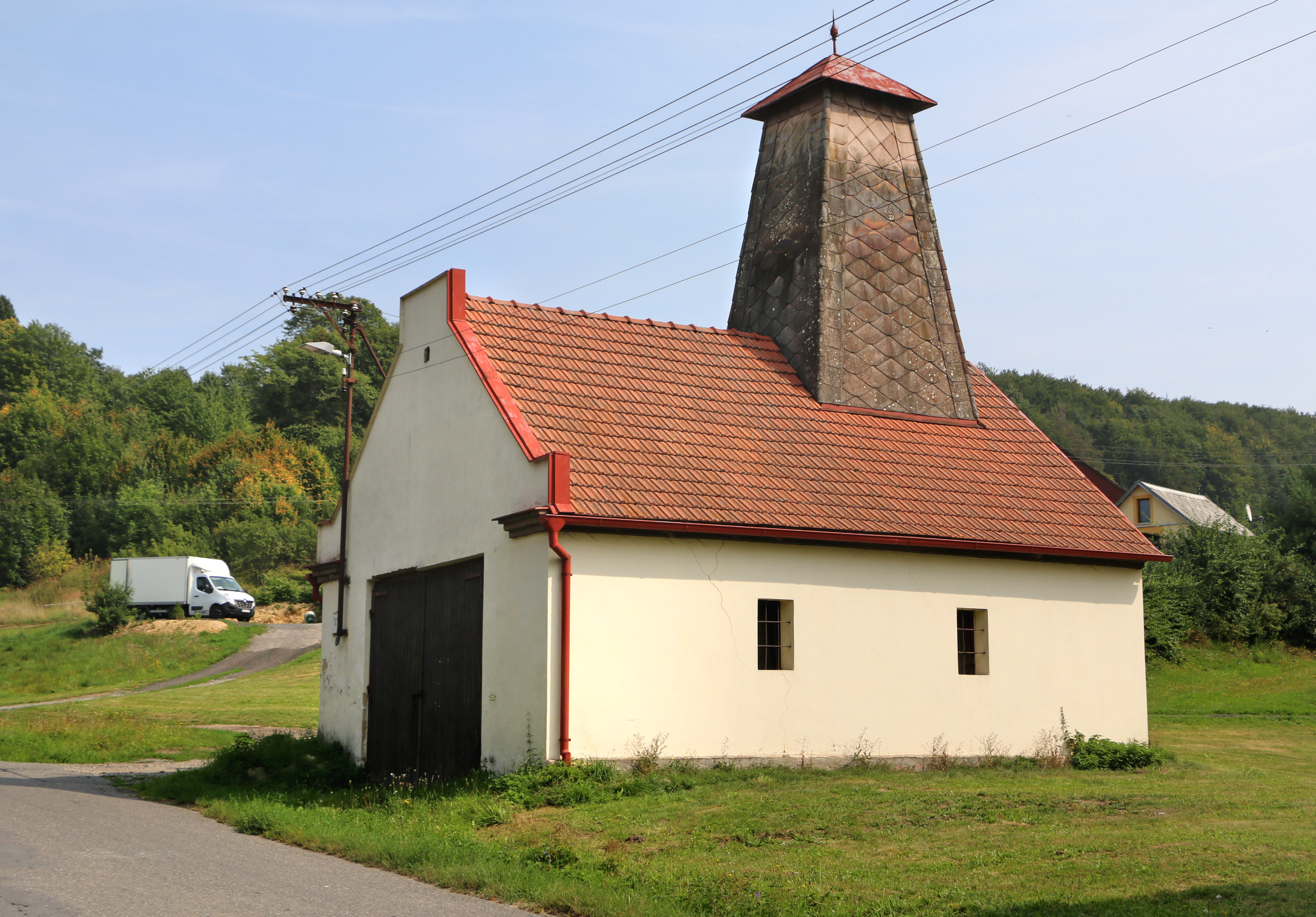
Service d'incendie.

## Transports
Par la route, Březová nad Svitavou se trouve à 5 km de Březová nad Svitavou , à 22 km de Svitavy, à 92 km de Pardubice et à 205 km de Prague. 